# Шаньси-Чахар-Хэбэйский советский район

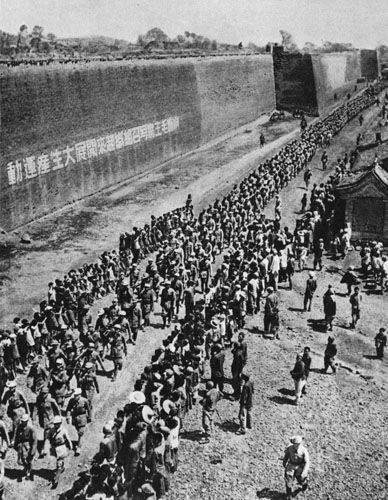
1945 год. 6-й полк Шаньси-Чахар-Хэбэйского советского района входит в освобождённый от японцев административный центр уезда Линцю провинции Шаньси

Шаньси-Чахар-Хэбэйский советский район (кит. упр. 晋察冀边区, пиньинь jìnchájì biānqū, палл. Цзинь-Ча-Цзи бяньцюй, буквально: «Шаньси-Чахар-Хэбэйский пограничный район»), в некоторых источниках также именуемый «освобождённым районом» — подконтрольное китайским коммунистам военное и административно-территориальное образование, существовавшее в 1938—1948 годах.

## Название
Район был образован на смежных территория трёх провинций, поэтому в китайских источниках он называется 边区, что можно перевести на русский как «район на границе» или «пограничный район». Краткое собственное название района образовано из трёх иероглифов, обозначающих три провинции, на стыке границ которых он был расположен: «Цзинь» означает провинцию Шаньси (на территории которой в эпоху Вёсен и Осеней располагалось царство Цзинь), «Ча» является первым иероглифом от названия провинции Чахар, а «Цзи» означает провинцию Хэбэй (во времена империи Хань её земли входили в состав провинции Цзичжоу). В реальности во время боевых действий территория, подконтрольная правительству района, постоянно изменялась, то расширяясь (доходя до провинций Жэхэ и Суйюань), то уменьшаясь и дробясь.

## История

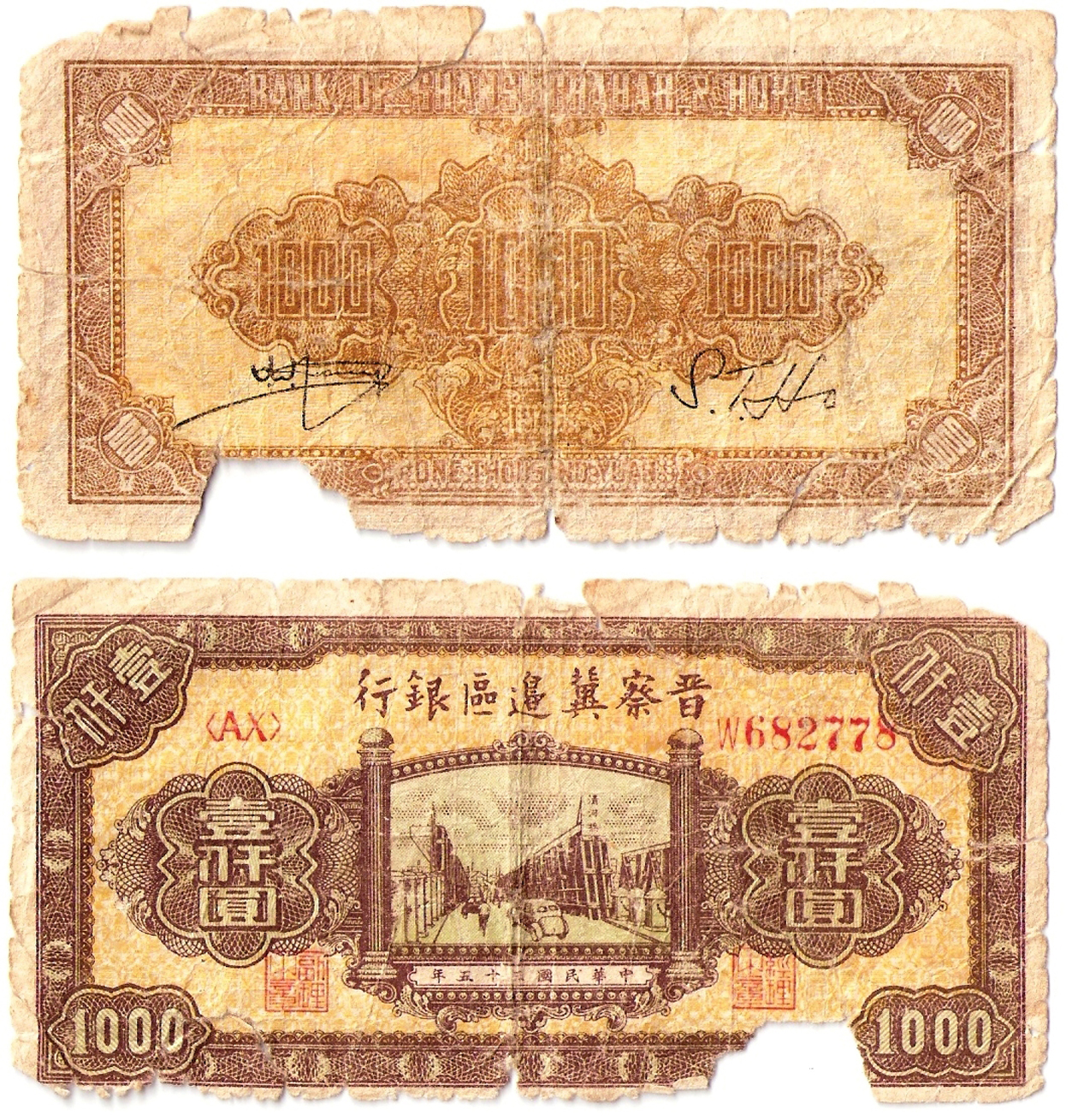
Банкноты в 1000 юаней, выпускавшиеся банком Шаньси-Чахар-Хэбэйского советского района

Когда в 1937 году началась японо-китайская война, то находившиеся в советском районе в провинции Шэньси войска китайских коммунистов были в соответствии с соглашением с партией Гоминьдан объединены в 8-ю армию. Двинувшись на восток и форсировав Хуанхэ, они вышли на границу провинций Шаньси и Хэбэй в районе горы Утайшань. 25 сентября 115-я дивизия 8-й армии разгромила японцев в Пинсингуаньском проходе, а затем 8-я армия действовала в японских тылах во время битвы за Синькоу.
После этого заместитель командующего 115-й дивизией Не Жунчжэнь был командирован для основания новой революционной базы и развёртывания партизанской войны в японском тылу. Взяв с собой полк под командованием Ян Чэнъу, кавалерийский батальон и ещё ряд мелких частей, общей численностью до 2000 человек, он быстро выдвинулся на восток, и взял под контроль ряд уездов в северо-западной части провинции Хэбэй и прилегающих районах провинций Чахар и Шаньси.
Одновременно с этим, когда разбитые под Бэйпином гоминьдановские войска стали отступать, командовавший 691-м полком 53-й армии Люй Чжэнцао отказался уходить и, перейдя на сторону коммунистов, основал партизанский район в центральной части провинции Хэбэй. В оперативном плане его войска также были включены в состав 8-й армии.
1 января 1938 года в Фупине был создан Комитет по управлению пограничным районом Шаньси-Чахар-Хэбэй (晋察冀边区行政委员会). Возглавил его Сун Шаовэнь (бывший глава уезда Утай), его заместителем стал Ху Жэнькуй (бывший глава уезда Юйсянь), военные структуры возглавили Не Жунчжэнь, Пэн Чжэнь и Люй Чжэнцао.
Войска Шаньси-Чахар-Хэбэйского советского района оперировали в зоне, с запада ограниченной Датун-Пукоуской железной дорогой, с юга — Шицзячжуан-Тайюаньской и Шицзячжуан-Дэчжоуской железными дорогами; на севере их оперативная зона достигала Чжанцзякоу, Долуня, Нинчэна и Цзиньчжоу, на востоке — Бохайского залива. В административном плане район был с 1942 года разделён на четыре подрайона: Северо-Шаньсийский, Центрально-Хэбэйский, Хэбэй-Чахарский и Хэбэй-Жэхэ-Ляонинский; кроме расположенного на Великой равнине Центрально-Хэбэйского подрайона, остальные находились в горной местности, удобной для ведения партизанской войны.
Власти района вели активную работу с местным населением, создавая прочную базу и укрепляя свои вооружённые силы, и успешно боролись с японскими войсками и войсками марионеточных китайских правительств. С 1943 года оккупанты уже не пытались уничтожить партизан, а лишь старались не дать им прервать перевозки по основным железнодорожным магистралям.
В 1945 году, воспользовавшись общим ослаблением Японии, войска района перешли в глобальное наступление и заняли свыше 70 населённых пунктов, окружив Бэйпин и Тяньцзинь и взяв Чжанцзякоу, Чэндэ и Шаньхайгуань. После капитуляции Японии органы власти советского района переместились в Чжанцзякоу.
После возобновления в 1946 году гражданской войны в Китае войска района приняли участие в боях в северной Шаньси, но в результате контрнаступления суйюаньской группировки гоминьдановских войск были вынуждены оставить Чжанцзякоу. Отступив в горные районы и вновь переведя органы власти в Фупин, войска района успешно сопротивлялись гоминьдановским войскам, а впоследствии перешли в контрнаступление, освободив от противника значительную часть территории провинции Хэбэй. В 1948 году органы власти Шансьи-Чахар-Хэбэйского советского района и Шаньси-Хэбэй-Шаньдун-Хэнаньского советского района были объединены в Объединённый комитет по управлению Северным Китаем (华北联合行政委员会).